# Caraorman, Tulcea
Caraorman (Kara Orman, „codru negru” în limba turcă) este un sat în comuna Crișan din județul Tulcea, Dobrogea, România. Se află în partea de nord-est a județului, în Delta Dunării, pe grindul și lângă pădurea cu același nume, și lacul Puiuleț. Este populat de români, lipoveni și ucraineni: 434 locuitori la recensământul din 2002.

## Așezare geografică
Caraormanul ( Pădurea Neagră , turc. ), este așezat pe grindul maritim cu același nume, aflat între brațul Sulina, la nord și Sf. Gheorghe la sud și are cote pozitive. Prima menționare a satului apare pe harta militară rusă din 1828, sub denumirea de Kalasormani ( M.D. Ionescu , Dobrogea în pragul veacului al XX – lea , București , 1904 ). Pe această hartă, așezarea era legată prin două drumuri de Sf. Gheorghe și de Litcov ( Gr. Cuculis , op.cit.). 
Caraorman este situat la 6 MM față de reședința de comună, iar legatura (de altfel “cu lumea”) se realizează pe canalul Caraorman, în curse ocazionale.  Satul se întinde pe o lungime de 3,5 km și aproximativ 500 m lățime și este situat între brațul Sulina și Sf. Gheorghe pe grindul Caraorman, de origine fluvio-maritimă, cu o lungime de 18 km, o lățime maximă de 8 km (7000 ha) și înălțimi de până la 7–9 m. 
Populația satului este formată majoritar din ucraineni, oameni gospodari și ospitalieri, care se ocupă în principal cu pescuitul. Dialectul folosit de locuitorii Caraormanului este foarte apropiat de limba ucraineană și poate fi întâlnit în localitățile: Sf. Gheorghe, Crișan, Murighiol, Letea. Acest sat poarta rănile anilor comunismului, cu ruine care se doreau a fi cel mai mare combinat de sticlă din Europa, un complex de șase blocuri degradate, construcții de beton – silozuri și hale neterminate. Cu toate acestea, împrejurimile satului dau impresia unui deșert în mijlocul unei oaze de apă și verdeață, cu grinduri cu dune de nisip. 

## Clima
Clima este temperat continentală: veri fierbinți cu precipitații slabe; ierni nu prea reci , cu viscole puternice; temperatura medie anuala 11,4°C; precipitațiile atmosferice influențate de uscatul nord - dobrogean și de bazinul Mării Negre înregistrează o scădere de la vest spre est în întreaga zonă a Deltei Dunării. Suma precipitațiilor medii multianuale este de 400 mm pe grindurile Letea și Caraorman; umezeala aerului este ridicată, peste 80%, din cauza suprafețelor cu apă și mlăștinoase și a bazinului marin din apropiere.

## Resurse naturale
Caraorman este singura localitate, nu numai din comuna Crișan ci din Delta Dunării, în care s-a încercat exploatarea unei resurse minerale solide. Lucrările au fost abandonate imediat după schimbarea de regim din anul 1989. Aici s-a încercat exploatarea, în fază experimentală, a unui nisip, cuarțos (90,80 % SiO2) care putea fi întrebuințat la fabricarea sticlei și în metalurgie. Rezervele sunt medii și condițiile de exploatare sunt accesibile.

## Economie
Potențialul zonei este cadrul natural legat de peisaj și pescuit/piscicultură, care pot duce la dezvoltarea turismului/agroturismului.
Suprafața întinsă a grindului pe care este asezat satul a permis ca pe lângă principala sursă de venit, pescuitul, să mai fie posibilă și creșterea vitelor, care a atins punctul culminant în anii 87″ -8 9″, când populația de bovine depășea 2 000 de capete.

## Descoperiri arheologice
Punctul „La Somova ” - la aproximativ 3,2 km nord – vest de sat se găsesc patru movile construite pe platoul unei mari dune de nisip.
În anul 1966 o movilă a fost cercertată sistematic prin săpături arheologice (Pl.I,II). Movila este o construcție unitară, destinată unui singur mormânt. Realizarea sa a început printr–o purificare a solului prin intermediul focului pe două ruguri. Distanța dintre ruguri a devenit apoi o deschidere ce permitea accesul în interiorul rugului la nivelul solului, constituind totodată și capetele arcului unui ring, construit spre est, prin depunerea unei mari cantirăți de nisip bine ales.
Pentru consolidare, pereții ringului au fost lustruiți în interior cu un strat de pământ argilos, gros de 30 – 35 de cm, adus de pe malurile brațelor Dunării. A fost astfel realizată o încăpere sub formă de trunchi de con, cu baza mică în jos, consolidată cu mâl amestecat cu pietriș și zgură. După o ardere generală și foarte puternică, spre extremitatea estică a bazei a fost așternut un pat de pietre și cioburi, pe care a fost depusă o urnă funerară simbolică, în poziție oblică, orientată spre est, constând dintr–un gât de amforă de mari dimensiuni.
Poziția urnei a fost consolidată prin construirea unui al doilea trunchi de con de proporții mai mici, deasupra căruia s-a făcut o nouă ardere puternică. După terminarea acestei operațiuni, interiorul mare a fost umplut cu nisip până la înălțimea construcției mici, dând naștere unei gropi alveolare. Ritualul funerar a continuat cu umplerea gropii de deasupra urnei cu o cantitate mare de fragmente ceramice provenite din sacrificarea unui număr foarte mare de vase, rânduite cu multă minuțiozitate: primul strat format din mănuși și funduri de amfore, apoi fragmentele provenite de la gâturi și buzele vaselor, stratul de sus fiind amenajat din fragmente, din restul corpului vaselor, cele mai mari fiind dispuse deasupra, cu partea concavă în jos. Apoi deschiderea ringului a fost astupată cu nisip amestecat cu argilă nearsă, lut ars, fragmente ceramice arse a doua oară, oase de păsări și cărbuni. Tumulul s–a definitivat prin acoperirea construcției cu nisip. Lipsa totală de orice urmă de oase umane, gruparea sistematică a fragmentelor ceramice deasupra urnei, cât și prezența în mantaua movilei a numeroase cioburi arse secundar, a determinat specialiștii să facă afirmația că incinerările nu se făceau la locul înmormântării, ci în afara mormântului. 
În cazul nostru avem de–a face cu un centonaf, care reflectă cu pregnanță cultul pentru morți. Singurul indiciu în datarea cronologică a acestor movile este tipologia unor fragmente ceramice din ofranda mormântului. Deși foarte bogat, acest material este neîntregibil, astfel că tipologia vaselor este greu de stabilit. Indicii mai precise ne oferă urna și celelalte fragmente de amfore, aparținând unor tipuri anterioare perioadei elenistice, datate în sec. V a. Ch.. Aceeași datare este sugerată de materialul ceramic găsit la nivelul solului printre celelalte trei movile nesăpate.
Punctul „ Uzum ”-  la apoximativ 1 ,5 km nord – vest de sat se mai păstrează o movilă izolată din mantaua căreia au fost culese fragmente ceramice datate în sec. V a. Ch.
Punctul „ La Zaițova ” - la cca. 1,4 km nord – vest de sat au fost găsite printre dune foarte multe fragmente ceramice din epoca feudalismului timpuriu, sec. IX - X d. Ch. Fragmentele ceramice descoperite provin din vasele numite borcan, caracterizate prin ceramica cenușie, comună, amestecată cu mult nisip, pietricele și cioburi pisate. Aproape toate au pereții groși, gâtul cilindric și buza răsfrântă spre exterior, mai mult sau mai puțin șănțuită ori rotunjită. Decorul este format din linii orizontale, alternând apoi cu cele în val. La cele mai multe exemplare, partea interioară a buzei este ornamentată cu o bandă de linii în valuri mai line sau mai ovoidale. În general, inciziile sunt pronunțate, ajungând până aproape de caneluri.( Pl. III ).
Punctul - Drumul Savcova - la cca. 1,5 km vest de sat, pe drumul Savcova, între japșele Popova și Smicicova se găsesc la suprafața dunei foarte multe fragmente ceramice: buze de amfore cu o mică porțiune de gât sau fără, toarte, bucăți din umăr, sau din corpul vaselor. Ele sunt de culoare roză sau roz–gălbuie, cu miezul cenușiu și fața aspră. Se întâlnesc și fragmente din argilă gri, cu fața bine lustruită sau poroasă. Este ceramica de uz curent, produsă în diferite centre ale lumii grecești (Pl. IV). Alături de ceramică, se întâlnesc bucăți de zgură și bucăți de pietre mozaicate, acestea din urmă străine de grindul Caraorman.
Punctul „La Beresche” - La aprox. 2,7 km vest de sat, a fost cercetată sistematic o movilă, foarte asemănătoare ca structură și identică ca încadrare cronologică cu cea săpată în punctul „La Somova”. Mici deosebiri au fost constatate la consolidarea pereților ringului, unde a fost utilizată zgura provenită din reziduuri de la cuptoare de var sau poate de ceramică. De asemenea, la definitivarea tumulului, nisipul a fost consolidat cu foarte multe fragmente de ceramică și zgură (Pl. V). La cca. 500 m sud de movilă s–au găsit printre fragmente ceramice de aceeași factură și o cantitate mică de rășină lipită pe fața interioară a unui fragment din corpul unei amfore. În antichitate, anumite tipuri de rășini se introduceau în amfore ca mirodenii pentru vin.
Punctul „ La doi stejari ” - Spre extremitatea sudică a grindului, la aprox. 4,7 km sud – est de sat, lângă ghiolul Erenciuc se află alte patru movile, cu aceleași caracteristici de construcție și material arheologic întâlnit la movilele cercetate prin săpături arheologice.
Punctul – Fortificație - În partea de nord a satului, dincolo de dig, pare să fi fost o fortificație romană târzie. Informații neverificate pe teren de specialiști, dar prea numeroase și amănunțite pentru a fi ignorate, vorbesc despre ziduri din piatră, demontate de localnici pentru construcțiile din sat. De asemenea, au fost semnalate mai multe monede romane din sec. IV d. Ch. Și chiar o inscripție cu caractere latine, care a fost pur și simplu aruncată în Dunăre. Existența unei fortificații romane pe grindul Caraorman nu ar fi surprinzătoare, în condițiile în care actualul braț Sulina era navigabil în antichitate. Astfel că rolul strategic și comercial al cetății este evident.

## Personalități
- Gheorghe Simionov, canoist
- Toma Simionov, canoist
- Andrei Conțolenco, canoist